# Onida (Dakota del Sur)
Onida es una ciudad ubicada en el condado de Sully en el estado estadounidense de Dakota del Sur. En el Censo de 2010 tenía una población de 658 habitantes y una densidad poblacional de 397,58 personas por km².

## Geografía
Onida se encuentra ubicada en las coordenadas 44°42′16″N 100°4′4″O / 44.70444, -100.06778. Según la Oficina del Censo de los Estados Unidos, Onida tiene una superficie total de 1.66 km², de la cual 1.65 km² corresponden a tierra firme y (0%) 0 km² es agua.

## Demografía
Según el censo de 2010, había 658 personas residiendo en Onida. La densidad de población era de 397,58 hab./km². De los 658 habitantes, Onida estaba compuesto por el 95.44% blancos, el 0% eran afroamericanos, el 1.82% eran amerindios, el 0% eran asiáticos, el 0% eran isleños del Pacífico, el 0% eran de otras razas y el 2.74% pertenecían a dos o más razas. Del total de la población el 0.76% eran hispanos o latinos de cualquier raza.